# Eriostemon australasius
Eriostemon australasius är en vinruteväxtart som beskrevs av James Edward Smith och Ernst Gottlieb von Steudel. Eriostemon australasius ingår i släktet Eriostemon och familjen vinruteväxter. Inga underarter finns listade i Catalogue of Life.